# Championnats du monde de cyclisme sur route 1988
Navigation
Villach 1987 Chambéry 1989
Les championnats du monde de cyclisme sur route 1988 ont eu lieu le 28 août 1988 à Renaix en Belgique.
Les championnats amateurs messieurs (course en ligne et contre-la-montre par équipes) et la course en ligne féminine, ne sont pas disputés. Ces courses sont organisées à l'occasion des Jeux olympiques de Séoul de 1988.

## Récit de l'arrivée de la course hommes
Deux hommes passent en tête sous la flamme rouge. Il s'agit du Belge Claude Criquielion et de l'Italien Maurizio Fondriest. Ils sont toutefois rejoints par le Canadien Steve Bauer aux 700 mètres. Le trio temporise en vue de la préparation du sprint. Aux 200 mètres, Bauer lance le sprint suivi par Criquielion et Fondriest. Aux 100 mètres, le Canadien placé au centre de la chaussée voit le Belge le remonter sur sa droite. Il quitte sa ligne vers sa droite et vient tasser avec un mouvement du coude droit Criquielion qui percute les  barrières de sécurité et chute. Le vélo du Belge ricoche contre celui de Bauer qui perd de la vitesse. Fondriest qui était battu, en profite pour dépasser Bauer et franchit la ligne d'arrivée en tête. Il endosse le maillot arc-en-ciel à sa grande surprise. Steve Bauer est déclassé et l'infortuné Claude Criquielion n'obtient aucune médaille. Cette arrivée reste une des plus connues et des plus narrées de l'histoire des championnats du monde de cyclisme.

## Résultats
| Épreuves :                            | Or                                                                  | Or              | Argent                                                                             | Argent | Bronze                                                             | Bronze |
| Épreuve masculine                     |                                                                     |                 |                                                                                    |        |                                                                    |        |
| Hommes - course en ligne              | Maurizio Fondriest Italie                                           | 7 h 02 min 11 s | Martial Gayant France                                                              | -      | Juan Fernández Martín Espagne                                      | -      |
| Épreuve féminine                      |                                                                     |                 |                                                                                    |        |                                                                    |        |
| Femmes - contre-la-montre par équipes | Italie Monica Bandini Roberta Bonanomi Maria Canins Francesca Galli | -               | Union soviétique Alla Jakovleva Nadesja Kibardina Svetlana Rojkova Laima Zilporite | -      | États-Unis Jeannie Golay Phyllis Hines Jane Marshall Leslee Schenk | -      |

## Tableau des médailles
| Rang   | Nation           | Or | Argent | Bronze | Total |
| ------ | ---------------- | -- | ------ | ------ | ----- |
| 1      | Italie           | 2  | 0      | 0      | 2     |
| 2      | France           | 0  | 1      | 0      | 1     |
| 2      | Union soviétique | 0  | 1      | 0      | 1     |
| 4      | États-Unis       | 0  | 0      | 1      | 1     |
| 4      | Espagne          | 0  | 0      | 1      | 1     |
| Totale | Totale           | 2  | 2      | 2      | 6     |

## Liste des coureurs professionnels
NB : Classement des équipes par nombre de coureurs puis alphabétiquement.

Le nombre maximum de coureur par équipe est de 12 coureurs. Le champion du monde en titre est Stephen Roche.

Le nombre de coureur au départ est de 178 pour 79 classés (98 ont abandonné - Steve Bauer a été déclassé pour avoir tassé Claude Criquielion dans les barrières de sécurité lors du sprint final).
| Équipe de Belgique | Équipe de Colombie | Équipe d'Espagne |  |
| - Claude Criquielion (11e) - Peter De Clercq (42e) - Michel Dernies (38e) - Alfons de Wolf (67e) - Herman Frison - Johan Museeuw - Jan Nevens (21e) - Eddy Planckaert (13e) - Luc Roosen (71e) - Marc Sergeant (29e) - Jean-Philippe Vandenbrande (20e) - Edwig Van Hooydonck (77e)   | - Alberto Camargo - Henry Cárdenas - Juan Carlos Castillo - Edgar Corredor (79e) - Carlos Mario Jaramillo - Álvaro Lozano - Reynel Montoya - Néstor Mora - Pedro Saúl Morales - Fabio Parra - Celio Roncancio - Abelardo Rondón                                         | - Enrique Aja (23e) - Marino Alonso (69e) - Laudelino Cubino (55e) - Pedro Delgado (60e) - Manuel Jorge Domínguez (15e) - Juan Fernández Martín (3e) - Miguel Indurain - Marino Lejarreta (74e) - Francisco Javier Mauleón - Álvaro Pino (35e) - José Recio - Jesús Rodríguez Magro (57e) |  |
| Équipe de France | Équipe d'Italie | Équipe du Royaume-Uni |  |
| - Éric Caritoux (26e) - Jean-Claude Colotti (30e) - Gilbert Duclos-Lassalle (51e) - Laurent Fignon (8e) - Martial Gayant (2e) - Marc Gomez (31e) - Christophe Lavainne (72e) - Marc Madiot (54e) - Thierry Marie (61e) - Charly Mottet (73e) - Ronan Pensec (6e) - Jérôme Simon (32e) | - Marino Amadori (56e) - Moreno Argentin (22e) - Franco Ballerini (64e) - Guido Bontempi - Gianni Bugno (52e) - Davide Cassani (7e) - Stefano Colagè (14e) - Maurizio Fondriest - Pierino Gavazzi - Massimo Ghirotto (45e) - Bruno Leali (66e) - Giuseppe Saronni (59e) | - John Nicholas Barnes - Wayne Bennington - Deno Davie (78e) - Malcolm Elliott - Chris Lillywhite - Joey Mac Loughlin - Robert Millar (48e) - Keith Reynolds - Cayn Jack Theakston - Adrian Timmis (nl) - Mark Walsham - Sean Yates (53e)                                                 |  |
| Équipe de Suisse | Équipe des États Unis | Équipe d'Australie |  |
| - Fabian Fuchs (28e) - Mauro Gianetti (5e) - Rolf Jaermann - Stephan Joho - Erich Maechler (46e) - Jörg Muller (41e) - Tony Rominger - Niki Rüttimann - Werner Stutz - Thomas Wegmüller (12e) - Guido Winterberg - Urs Zimmermann                                                     | - Andy Bishop - Michael Engleman - John Eustice - Gary Fornes - Ron Kiefel (16e) - Greg LeMond - Joseph Parkin - Davis Phinney - Bob Roll - Douglas Shapiro - Steve Tilford - Bruce Whitesel                                                                            | - Phil Anderson (33e) - Peter Besanko - Barry Burns - Stephen Hodge (63e) - Paul Miller (en) - Allan Peiper (10e) - Andrew Robinson - Paul Rugari - Graeme Smith - Neil Stephens - Michael Wilson                                                                                         |  |
| Équipe du Danemark | Équipe des Pays Bas | Équipe d'Allemagne |  |
| - Søren Lilholt (44e) - Jørgen Marcussen - Alex Pedersen - Jørgen Vagn Pedersen - Per Pedersen - Jesper Skibby - Brian Holm (27e) - Rolf Sørensen (17e) - Jens Veggerby (76e) - Johnny Weltz (34e) - Jesper Worre                                                                     | - Erik Breukink (65e) - Mathieu Hermans - Frans Maassen - Jelle Nijdam - Peter Pieters - Steven Rooks (70e) - Peter Stevenhaagen (58e) - Gert-Jan Theunisse (19e) - Adrie van der Poel (49e) - Teun van Vliet - Peter Winnen (40e)                                      | - Hartmut Bölts (4e) - Reimund Dietzen - Rolf Gölz (68e) - Roland Günther - Peter Hilse - Andreas Kappes (50e) - Hans Neumayer - Joachim Schlaphoff |  |
| Équipe d'Autriche | Équipe de Norvège | Équipe du Portugal |  |
| - Harald Maier - Paul Popp - Bernhard Rassinger - Helmut Wechselberger (43e) - Arno Wohlfahrter - Gerhard Zadrobilek | - Jaanus Kuum (9e) - Atle Kvålsvoll (36e) - Dag Otto Lauritzen (37e) - Olaf Lurvik (47e) - Dag Erik Pedersen | - Fernando Carvalho (pt) - Manuel Carvalho - Marco Chagas - Manuel Cunha - Acácio da Silva (18e) |  |
| Équipe d'Irlande | Équipe du Japon | Équipe du Canada |  |
| - Martin Earley - Sean Kelly (25e) - Paul Kimmage - Stephen Roche (75e) | - Hiroshi Enokida - Noboru Fujitani - Masatoshi Ichikawa - Hideo Murakami | - Steve Bauer - Alex Stieda |  |
| Équipe de Nouvelle-Zélande | Équipe de Pologne | Équipe de Saint Marin |  |
| - Nathan Dahlberg - John Patrick Mullan | - Czesław Lang (39e) - Lech Piasecki | - Daniele Cesaretti - Silvio Zonzini |  |
| Équipe de Tchécoslovaquie | Équipe de Finlande | Équipe du Luxembourg |  |
| - Milos Fisera - Milan Jurčo | - Kari Myyryläinen | - Enzo Mezzapesa |  |
| Équipe du Mexique | Équipe de Suède | |  |
| - Raúl Alcalá | - Lars Wahlqvist (24e) | |  |